# Filipe Augusto
Filipe Augusto Carvalho Souza (ur. 12 sierpnia 1993 w Itambé) – brazylijski piłkarz, grający na pozycji środkowego pomocnika. Od 2017 zawodnik Benfiki.

## Kariera Piłkarska
Swoją piłkarską karierę Filipe rozpoczął w największym klubie rejonu – Esporte Club Bahia. Do składu młodzieżowego dołączył mając 16 lat. Po 3 latach treningów w zespołach juniorskich, w 2012 roku został przeniesiony do pierwszej drużyny przez menedżera Paulo Roberto Falcão. W 2012 roku o jego usługi zaczęło starać się Rio Ave FC. Przenosiny do pierwszej ligi portugalskiej zostały sfinalizowane 18 czerwca 2012 roku po przelaniu na konto Bahii 2,2 miliona euro. Do Portugalii młody piłkarz przychodził z łatką utalentowanego defensywnego pomocnika przy okazji z miejsca stając się ważną postacią nowego zespołu dowodzonego wówczas przez Nuno Espírito Santo. Oficjalny debiut przyszedł bardzo szybko, bo wraz z rozpoczęciem rozgrywek – w przegranym z Maritimo meczu. Po sezonie 2013/14 na rzecz Valencii klub opuścił menedżer Nuno Espírito Santo, zaś Filipe na życzenie byłego szkoleniowca został poddany stałej obserwacji sztabu szkoleniowego "Nietoperzy". W ostatnich dniach okna transferowego klub zdecydował się pozyskać młodego Brazylijczyka. Filipe zadebiutował 22 września 2014 roku w wygranym 3:0 spotkaniu z Getafe CF.